# Ики-Чибирский
Ики-Чиби́рский — посёлок в Енотаевском районе Астраханской области России. Входит в состав Средневолжского сельсовета.

## География
Находится на берегах протоки Ички-Барча, примерно в 53 км к юго-востоку от села Енотаевка, административного центра района, на высоте 25 метров ниже уровня моря.

## История
В 1969 г. указом президиума ВС РСФСР поселок фермы №3 совхоза «Волжский» переименован в Ики-Чибирский.

## Население
| 2002 | 2010 | 2011 |
| ---- | ---- | ---- |
| 126  | ↘125 | ↗126 |

По данным Всероссийской переписи, в 2010 году численность населения посёлка составляла 125 человека (69 мужчин и 56 женщин).
Этнический состав в 2002
| Национальность | Численность | Процент |
| -------------- | ----------- | ------- |
| Калмыки        | 59          | 48,36%  |
| Казахи         | 40          | 32,79%  |
| Русские        | 19          | 15,57%  |
| Чеченцы        | 11          | 3,28%   |
| Всего          | 129         | 100%    |

Этнический состав в 2010
| Национальность | Численность | Процент |
| -------------- | ----------- | ------- |
| Калмыки        | 54          | 43,5%   |
| Казахи         | 38          | 30,6%   |
| Русские        | 20          | 16,1%   |
| Чеченцы        | 7           | 5,6%    |
| Чуваши         | 5           | 4%      |
| Всего          | 124         | 100%    |

## Улицы
Уличная сеть посёлка состоит из 2 улиц (ул. Луговая и ул. Октябрьская).